# Хасан аль-Аскари
Абу́ Муха́ммад аль-Ха́сан ибн А́ли аль-Аскари́ (араб. الحسن بن علي العسكري‎; 1 декабря 846, Медина — 1 января 874, Самарра) — одиннадцатый имам шиитов-двунадесятников.

## Биография
Родился в 846 году в Медине. Его звание «аль-Аскари» происходит от арабского слова «Аскар», что означает «военный». Ему был дан этот титул именно потому, что деревня Самарра, в которой он проживал, была военным лагерем. Хасану аль-Аскари было 22 года, когда был убит его отец Али аль-Хади. Период его имамата, последовавший после смерти его отца, длился всего лишь шесть лет. Хасан аль-Аскари умер в 874 году в возрасте 28 лет и похоронен в Самарре. По некоторым данным он был отравлен халифом аль-Мутамидом из династии Аббасидов.
Имам Аскари имел братьев: Мухаммад и аль-Хусейн. Мухаммад был преемником, назначенным Десятым Имамом, но умер раньше своего отца.

## Притеснение Аббасидов
Имам Аскари прожил почти всю свою жизнь под домашним арестом в Самарре и под надзором Аббасидских халифов.
Аль-Мутаваккиль был первым из тех халифов-притеснителей. Он пришёл к власти в 232 г. Хиджры. В тот же самый год Имам Абу Мухаммад был рожден. Аль-Мутаваккиль испытывал сильную неприязнь ко всем членам (рода) Ахлуль Баят и поэтому он приказал своим людям доставить Имама Али аль-Хади из Медины в Самарру. Он наложил домашний арест на того Имама и приставил к нему сыщиков и полицейских наблюдать за его занятиями и упреждать шиитов от каких-либо контактов с ним. Царствование Аль-Мутаваккиля закончил его сын, аль-Мунтасиром, который объединил свои усилия с турками, чтобы убить своего отца. После аль-Мунтасир принял то постановление, которое однажды сделал его отец. Однако он не походил на своего отца, и в течение того времени Имам Аскари чувствовал себя свободным. Это царство не продлилось долго, поскольку вскоре после этого аль-Мунтасир умер. Большинство историков верят, что он был вероломно отравлен теми турками из-за их боязни, что он может положить конец их владычеству над исламским народом.
После смерти аль-Мунтасира халифом стал Ахмад аль-Мустаин. Он имел небольшое политическое влияние так как фактическая власть принадлежала туркам. Он питал сильную ненависть к Имаму Аскари и боялся, что он может восстать в мятеже против того постановления Аббасидов, поскольку в течение того времени большинство из того народа верило в его Имамат и следовало за ним. Имам Аскари снова был помещен под домашний арест. В конце концов тому постановлению аль-Мустаина также был положен конец турками и Имам Аскари был вынужден занять положение выше положения аль-Мутазза. Имам Аскари продолжал жить под домашним арестом при царствовании аль-Мутазза, аль-Мухтази и аль-Мутамида до своей смерти. Причиной его смерти, большинство полагают, был яд, поданный последним халифом Аббасидов, аль-Мутамидом.

## Тафсир аль-Аскари
Имам Аскари обладал знанием и вопреки домашнему аресту, в котором он находился почти всю свою жизнь, он был в состоянии учить других исламу и даже составить комментарии к Корану, которые ученые использовали в дальнейшем. Они стали известны как Тафсир аль-Аскари. Однако существует сомнения относительно авторства этого тафсира. Тот тафсир был признан слабым некоторыми авторитетами, что является существенной составляющей при передачи традиций. Тафсир аль-Аскари был также под вопросом из-за того, что он содержал несколько резкостей и недостатков в красноречии, которые требовали развенчать его из-за невыполнения требований.

## Имамат
Имамат Хасана аль-Аскари встретил трудности даже до гибели своего отца. Многие чувствовали, что Хасан аль-Аскари станет Одиннадцатым Имамом через невыполнение обязательств и благодаря тому факту, что его старший брат умер, и рассматривался назначенным преемником своего отца ещё при его жизни. Некоторые из тех, кто отказался признать его Имамат и последовали за его младшим братом, в будущем отнесены к Джа‘фару (не путайте его с больным старшим братом). Его право преемственности было также изменено тем же самым братом.
Имам аль-Аскари представлял первую оппозицию к правилу Аббасидов. Он критиковал те правила за конфискацию богатств народа и грабеж народа по их правилам. Халифы делали это не посоветовавшись или сотрудничали с другими королями в захвате богатств незаконно и использовали последователей ислама в качестве рабов. Из-за владычества Турок Имам Аль-Аскари имел небольшое влияние на политическую жизнь в своё время. Государства оставались в политических кризисах, так что Халифы Аббасидов рассматривались марионетками турок, которые управляли через терроризм.
Религиозная жизнь во времена Имама аль-Аскари была также в запустении. Благодаря тому факту, что Имам Аскари находился под домашним арестом большую часть своей жизни, многие неверующие взяли преимущество и старались ввести в заблуждение мусульман. Имам продолжал высказываться против тех, кто ставили под сомнение Коран. Так был случай, когда философ по имени Исаак аль-Кинди написал книгу «Противоречие Корана.» Историки утверждали, что Имам Аскари имел ученика, который ответил могущественным сообщением тому философу на то, что тот утверждал. В результате того ответа тот философ сжег свою книгу и уверовал в то, что ни один, кроме членов рода Ахль аль-Байт, не могут комментировать Коран, и, что Имам Аскари — истинно Одиннадцатый Имам из тех Двенадцати Имамов. В этом смысле этот Имам имел некоторое влияние на религиозную жизнь своих последователей. Он обращался к ним через посетителей, которых ему было разрешено принимать.

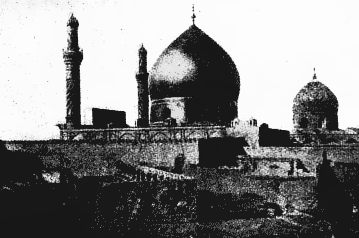
Усыпальница имама Аскари в Самарре, фото из книги 1916 года

## Смерть
Имам Аскари умер 1-го января 874 года. Относительно его смерти существует много спекуляций. Некоторые историки считают, что Аббасидский халиф аль-Мутамид был ответственен за то, что имам был отравлен.
Имам Хасан аль-Аскари покоится в мавзолее вместе с его отцом, Али аль-Таки в мечети Аль-Аскари в Саммаре, в Ираке. «Этот мавзолей — одна из святынь шиитов подвергался взрыву бомб в 2006 и 2007 годах.
Смерть одиннадцатого имама вызвала много толков о том, кто будет преемником. Большинство верило, что он умер бездетным и взяли это в качестве доказательства об ошибочности его имамата. Другие верили, что он имел сына, которого скрывают из-за трудных времён, и, что он — аль-Махди, важная фигура в исламском учении, который должен проявиться в конце времен и наполнить этот мир правосудием, миром и установить ислам в качестве мировой религии.
Генеалогические древа ближневосточных сеййид семей, в основном из Персии, Хорасана и Центральной Азии, упоминают что у Имама Хасана аль-Аскари также был второй сын по имени Саййид Али по прозвищу Акбар, аль-Амир и Султан Садат. Другие историки считают, что у имама аль-Аскари были и другие дети, и, как правило, подтверждают существование имама аль-Махди. Согласно мнению ученых по генеалогии, Саййид Али был вторым сыном Мухаммада аль-Аскари, который считается старшим братом имама Хасана аль-Аскари, а его потомки называются Садат аль-Баадж.

## Примечание
1. ↑  Qurashī, Bāqir Sharīf. The Life of Imam Al-Hasan Al-Askari: Study and Analysis. Qum: Ansariyan, 2007. Print.
2. ↑  Eliash, J. «Ḥasan al- ʿAskarī , Abū Muḥammad Ḥasan b. ʿAlī.» (недоступная ссылка) Encyclopaedia of Islam, Second Edition. Edited by: P. Bearman , Th. Bianquis , C.E. Bosworth , E. van Donzel and W.P. Heinrichs. Brill, 2010. Brill Online. Augustana. 13 April 2010
3. ↑  A Brief History of The Fourteen Infallibles. Qum: Ansariyan Publications. 2004. pp. 155.
4. ↑  Arjomand, Said A. «Imam Absconditus and the Beginnings of a Theology of Occultation: Imami Shi’ism Circa 280-90 A.H/900 A.D.» Journal of the American Oriental Society 117.1 (1997): 1-12. JSTOR. Web. 15 Mar. 2010.
5. ↑  Robson, J. «Isnād» (недоступная ссылка) Encyclopaedia of Islam, Second Edition. Edited by: P. Bearman , Th. Bianquis , C.E. Bosworth , E. van Donzel and W.P. Heinrichs. Brill, 2010. Brill Online. Augustana. 13 April 2010
6. ↑  Yar-Shater, Ehsan. «'Askari.» Encyclopaedia Iranica. New York: Encyclopaedia Iranica Foundation, 2006. Print.
7. 1 2  sweetshenu.multiply.com
8. ↑  Mufīd, Ibn-al-Muʻallim, I. K. A. Howard, and Ḥusain Naṣr. Kitāb Al-Irshād: the Book of Guidance into the Lives of the Twelve Imams. Qum: Ansariyan Publications, 1990. Print.
9. ↑  »Iraqi blast damages Shia shrine Архивная копия от 2 октября 2016 на Wayback Machine". BBC News. 22 February 2006. Retrieved 4 May 2010.
10. ↑   "Дастур аль Мулк" (Путеводитель царям) (XVII век), автор Ходжа Самандар Мухаммад ибн Баки аль-Термизи, перевод профессор историка Джаббар Эсанова, "Шарк", Ташкент 2001, стр-22
11. ↑   книга "Дурдонахои Наср", "Адиб", Душанбе-1985, стр-375
12. ↑  "Саййидлар шажараси", "Исламский университет", Ташкент-2017, стр-14
13. ↑  «Buyuk Termiziylar» (Буюк Термизийлар) автор Мирза Кенжабек, “Национальная энциклопедия Узбекистана”, 2017, стр-267
14. ↑  Шейх Куми, книга Мунтахи аль-Амаль, 1379, глава-3, стр-20
15. ↑  Хусейн Мадани, книга "Тухфат аль-Азхар", Аль Тарат аль Мактуб, глава-1, стр-9-10
16. ↑   Харз ад-дин, книги "Маркат аль Маариф", 1371, глава-2, стр-242
17. ↑   Бадави, Сабаъ аль джазира, книга Сабаъ аль дуджейл,  Информационно-справочный центр, стр-10